# Tiros (Minas Gerais)
Tiros is een gemeente in de Braziliaanse deelstaat Minas Gerais. De gemeente telt 7.626 inwoners (schatting 2009).